# 宋曰仁
宋曰仁（1511年—？），字思表，號肖宅，福建興化府莆田縣人，民籍，明朝政治人物。

## 生平
嘉靖十九年（1540年）福建鄉試第三十八名舉人。嘉靖二十六年（1547年）中式丁未科會試第一百九十三名，登第二甲第七十三名進士。刑部觀政，官南京户部主事，降化州同知。

## 家族
曾祖宋曉；祖父宋汝玉；父宋文章，母林氏。永感下。弟宋曰位。子宋如畿。